# Yacimientos petrolíferos y de gas natural en España
Los yacimientos petrolíferos y de gas natural en España han sido poco explotados pero a finales del siglo XX y principios del siglo XXI se descubrieron importantes yacimientos terrestres y submarinos.
Hay yacimientos de petróleo en Burgos (Ayoluengo), Córdoba, la ribera sur, Cádiz, Sevilla, Jaén, Asturias, Tarragona, Valencia y Canarias. Los yacimientos de petróleo de Tarragona, que se encuentran en alta mar, incluyen los yacimientos de Lubina y Montanazo, todos ellos ubicados dentro del yacimiento petrolífero de Casablanca, descubierto en 1975, y el mayor hallazgo de España hasta el siglo XXI.  El campo de gas Viura fue descubierto en 2010 en La Rioja, cerca de Logroño; contiene 3.000 millones de metros cúbicos de gas natural.  Otros grandes yacimientos de gas en España son Marismas, Romeral, y Poseidón (Huelva).  Las reservas en los yacimientos petrolíferos de las islas Canarias se estiman en 500 millones de barriles de crudo.
En total, en 2014 se estimó que España dispone de 2.500 millones de metros cúbicos de gas natural y 2.000 millones de barriles de petróleo.

## Volumen y valor de mercado
De acuerdo con el Colegio Oficial de Geólogos, España podría abastecerse de crudo durante 20 años y de gas natural durante 70 años a partir de las reservas que posee.  En 2022 se estimó que el valor de los yacimientos de gas ya identificados era de 700.000 millones de euros, y de 150.000 millones de euros en petróleo; también se pronosticó que, de comenzar la explotación a escala industrial, para 2040 la contribución económica anual sería de 44.400 millones de euros al año, mayor que la contribución al PIB de la agricultura o del transporte. En 2023 el Consejo Superior de Colegios de Ingenieros de Minas estimó en que las reservas recuperables de gas equivalen a 40 años de consumo nacional anual, es decir, 1.300 millardos de metros cúbicos.

## Historia de la exploración y producción
En tiempos modernos, la exploración y extracción de hidrocarburos se remonta a 1860. La perforación científica basada en principios geológicos se inició en 1940 por CAMPSA y CIEPSA (filial de CEPSA).  Valdebro, un consorcio de Estados Unidos y España, trajo avances técnicos notables después de 1952. El primer éxito comercial fue Castillo-1 (1960), en el interior de Álava, en la región petrolera vasco-cantábrica. En 2010 un consorcio formado por Unión Fenosa, Sociedad de Hidrocarburos de Euskadi y Oil Gas Skills encontró el campo de gas Viura de 3.000 millones de metros cúbicos.
A fecha de 2018, Ayoluengo era el único campo petrolero terrestre explotado comercialmente de España (y el único en toda la península Ibérica); la empresa operadora solicitó una extensión de licencia para continuar con la producción, pero en noviembre de ese año se le solicitó retirar su equipo. En el Mediterráneo La plataforma «Casablanca», última productora española, cerró en junio de 2021.

## Cuencas con yacimientos
El subsuelo español contiene nueve cuencas sedimentarias.  Yacimientos explotables fueron encontrados en las cuencas Golfo de Valencia (Casablanca), Guadalquivir-Golfo de Cádiz (Marismas-Poseidón), Pirenaica (Serrablo) y Mar Cantábrico (Gaviota).
Existen yacimientos de condensados de petróleo se encuentran en la cuenca vasco-cantábrica, en el estrato Liásico, es decir, en el Jurásico Inferior.